# 类变色黄耆
类变色黄耆（学名：Astragalus pseudoversicolor）是豆科黄芪属的植物，是中国的特有植物。分布在中国大陆的四川、青海等地，生长于海拔3,100米至3,800米的地区，见于山坡灌丛或林下，目前尚未由人工引种栽培。

## 异名
- Astragalus versicolor auct. non Pall.